# Saison 2010 des Mariners de Seattle
La saison 2010 des Mariners de Seattle est la 34e saison en Ligue majeure pour cette franchise. Avec 61 victoires pour 101 défaites, et malgré deux managers, Don Wakamatsu (42-70) et Daren Brown (19-31), les Mariners terminent quatrièmes et derniers en Division ouest de la Ligue américaine.

## Intersaison

### Arrivées
Le joueur de troisième base Chone Figgins (ex-Angels de Los Angeles) rejoint les Mariners le 8 décembre.
Le lanceur partant Cliff Lee est acquis des Phillies de Philadelphie le 16 décembre 2009 en retour de trois espoirs des ligues mineures (Philippe Aumont, JC Ramirez et Tyson Gillies).
Le joueur de champ extérieur Milton Bradley (ex-Cubs de Chicago) rejoint les Mariners le 18 décembre 2009 en échange du lanceur partant Carlos Silva.

### Départs
Le receveur japonais Kenji Johjima retourne jouer au Japon. Il portera désormais les couleurs des Hanshin Tigers.
Le joueur de troisième base dominicain Adrián Beltré devient agent libre et signe avec Boston.
Le lanceur partant Carlos Silva est échangé le 18 décembre 2009 aux Cubs de Chicago contre Milton Bradley.

### Prolongations de contrats
Le lanceur Érik Bédard signe un contrat d'un an.

### Cactus League
33 rencontres de préparation sont programmées du 3 mars au 4 avril à l'occasion de cet entraînement de printemps 2010 des Mariners.
Avec 11 victoires et 18 défaites, les Mariners terminent 14e de la Cactus League et enregistrent la 13e performance des clubs de la Ligue américaine.

## Saison régulière

### Classement
| Ligue américaine (Division Ouest) | V  | D   | %    | GB |
| --------------------------------- | -- | --- | ---- | -- |
| Rangers du Texas                  | 90 | 72  | .556 | -  |
| Athletics d'Oakland               | 81 | 81  | .500 | 9  |
| Angels d'Anaheim                  | 80 | 82  | .494 | 10 |
| Mariners de Seattle               | 61 | 101 | .377 | 29 |

### Résultats
| Légende               | Légende              | Légende       |
| victoire des Mariners | défaite des Mariners | match reporté |
| --------------------- | -------------------- | ------------- |

#### Juillet
- Le 9 juillet, les Mariners échangent le lanceur étoile Cliff Lee et le releveur Mark Lowe aux Rangers du Texas contre le jeune joueur de premier but Justin Smoak et trois joueurs des ligues mineures (les lanceurs Blake Beavan et Josh Lueke ainsi que l'avant-champ Matt Lawson). Les Rangers reçoivent aussi une somme de 2,25 millions de dollars dans la transaction[6].

#### Août
- Le manager Don Wakamatsu est congédié avec ses adjoints Rick Adair et Ty Van Burkleo le 9 août. Daren Brown, qui dirigeait le club-école Triple-A de Tacoma, devient manager par intérim[7].

## Draft
Le lanceur Taijuan Walker est le premier choix des Mariners lors de la Draft MLB 2010.

## Affiliations en ligues mineures
| Niveau     | Equipe                  | Ligue                    | Manager                     | Vic. | Déf. | Classement              |
| ---------- | ----------------------- | ------------------------ | --------------------------- | ---- | ---- | ----------------------- |
| AAA        | Tacoma Rainiers         | Pacific Coast League     | Daren Brown et Jose Castro  | 74   | 69   | Champions               |
| AA         | West Tenn Diamond Jaxx  | Southern League          | Tim Laker                   | 73   | 66   | 2e de la Division sud   |
| Advanced A | High Desert Mavericks   | California League        | Darrin Garner et Jim Horner | 75   | 65   | Quart de finaliste      |
| A          | Clinton LumberKings     | Midwest League           | John Tamargo                | 74   | 65   | 3e de la Division ouest |
| A          | Everett AquaSox         | Northwest League         | Jose Moreno                 | 49   | 27   | Champions               |
| Rookie     | Pulaski Mariners        | Appalachian League       | Eddie Menchaca              | 37   | 28   | Demi-finaliste          |
| Rookie     | Arizona League Mariners | Arizona League           | Jesus Azuaje                | 20   | 36   | 4e de la Division ouest |
| Rookie     | DSL Mariners            | Dominican Summer League  | Francisco Gerez             | 43   | 28   | Demi-finaliste          |
| Rookie     | VSL Mariners            | Venezuelan Summer League | Russell Vasquez             | 45   | 26   | Finaliste               |